# Iate Clube de Fortaleza
O Iate Clube de Fortaleza é um clube de iatismo e social brasileiro da cidade de Fortaleza, no estado do Ceará.
Foi fundado no dia 1º de maio de 1954, e em 2018, foi reconhecido como "patrimônio turístico da capital" pela prefeitura de Fortaleza, terceiro equipamento privado a receber a certificação.